# Diploknema butyraceoides
Diploknema butyraceoides är en tvåhjärtbladig växtart som först beskrevs av Munro Briggs Scott, och fick sitt nu gällande namn av Herman Johannes Lam. Diploknema butyraceoides ingår i släktet Diploknema och familjen Sapotaceae. Inga underarter finns listade i Catalogue of Life.